# Príkra
Príkra é um município da Eslováquia, situado no distrito de Svidník, na região de Prešov. Tem 9,29 km² de área e sua população em 2018 foi estimada em 12 habitantes.

## Demografia
| Ano:        | 1994 | 2004    | 2014    | 2024   |
| ----------- | ---- | ------- | ------- | ------ |
| Broj ljudi: | 11   | 9       | 8       | 11     |
| Razlika:    |      | -18,18% | -11,11% | +37,5% |

| Ano:               | 2023 | 2024 |
| ------------------ | ---- | ---- |
| Número de pessoas: | 11   | 11   |
| Diferença:         |      | +0%  |